# Міль чохликова плодова
Міль чохликова плодова (Coleophora hemerobiella) — вид лускокрилих комах родини чохликових молей (Coleophoridae).

## Поширення

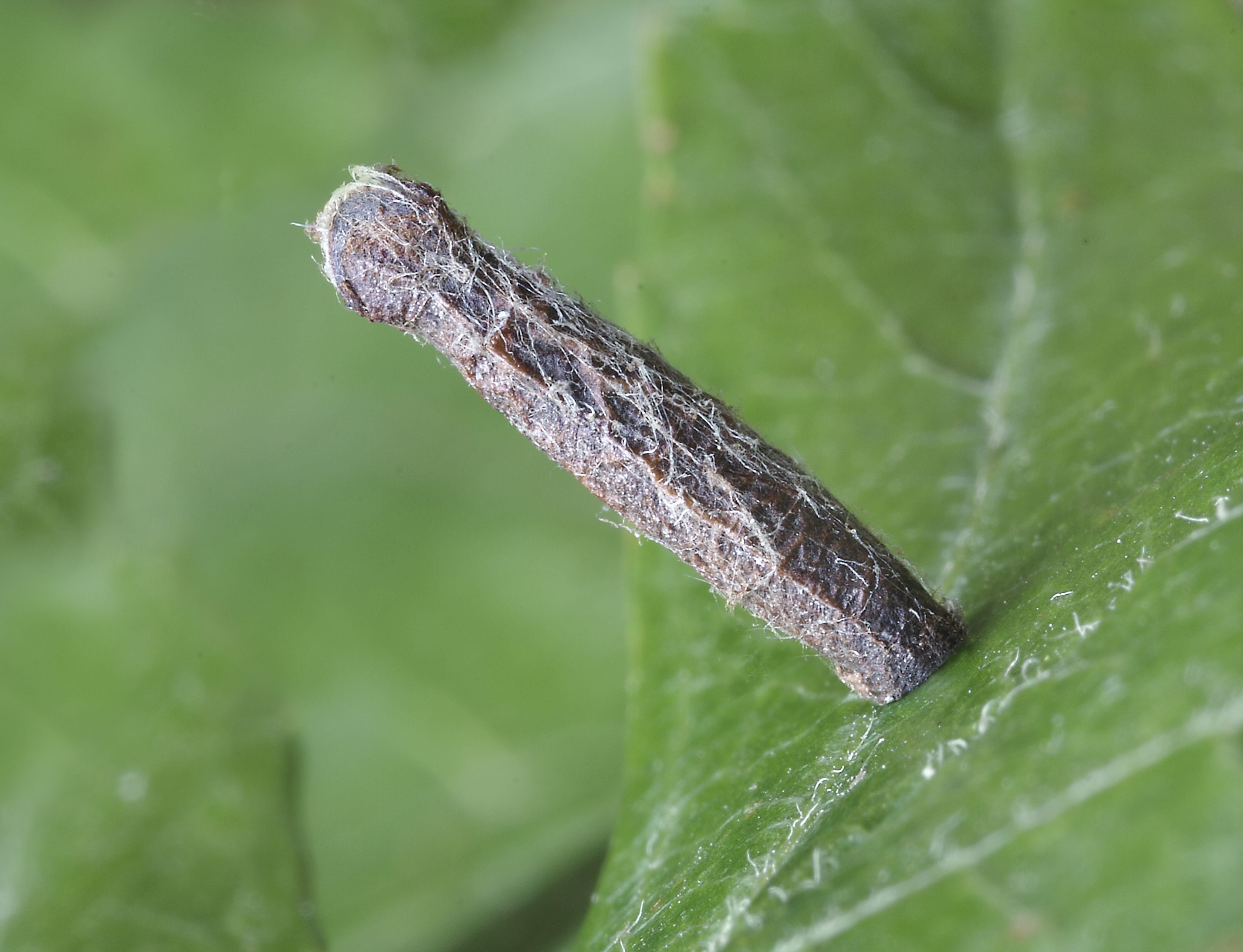
Чохлик Coleophora hemerobiella

Вид поширений в помірному поясі Європи. Присутній у фауні України.

## Опис
Розмах крил становить близько 14 мм. У метеликів білуваті передні крила, вкраплені темно-сірим кольором, і зазвичай має чорнуваті пляма приблизно на три чверті.

## Спосіб життя
Метелики літають у липні. Активні вночі, їх приваблює штучне світло. Гусениці вражають плодові дерева та кущі багатьох видів. У молодому віці личинка вигризає пляму на листі рослини-господаря, а потім використовує його, щоб зробити чохлик, в якому зимує. Цей чохлик досягає завдовжки близько 10 мм і розташовується вертикально на листку під кутом близько 90°. Навесну вона з'їдає матеріал чохлика. Личинки другого року прогризають в плодах отвори завдовжки 20-30 мм.